# Punts suspensius
Els punts suspensius o punts de suspensió (…) són un signe de puntuació que es col·loca a la fi d'una frase quan no es vol donar per acabada, per exemple en una enumeració de la qual solament s'esmenten uns quants elements o en un diàleg quan l'emissor vol que l'interlocutor completi mentalment el significat del missatge o que no ho vol o no ho pot dir.
És un únic signe tipogràfic. Per influència de la màquina d'escriure, que tenia un nombre de signes molt limitat, molta gent encara escriu tres punts un darrere l'altre.
S'escriuen sempre sense deixar cap espai després de la paraula que els precedeix i es deixa un espai abans del mot següent. El nombre de punts és sempre tres, no s'han d'escriure mai dos punts o més de tres punts i no s'ha de deixar cap espai entre aquests.

## Usos
S'usa com a eufemisme no lèxic, per evitar pronunciar mots no adequats al context i també quan no és necessari acabar la frase perquè la informació que conté és suficient per inferir la resta de continguts. Es posen a més a més quan l'entonació deixa en suspens l'enunciat o quan hi ha una interrupció de la conversa.
Els punts suspensius (tres) són un substitut de l'etc. (etcètera) en les frases inacabades quan la informació sobrera no és rellevant, no en els altres casos.
Un ús especial és quan es col·loquen entre parèntesis o claudàtors, llavors significa que s'ha suprimit conscientment un passatge del discurs o que la font contenia un buit, per exemple en documents antics deteriorats o gravacions incomprensibles.

## Codis informàtics
En Unicode, el codi és U+2026. En HTML, s'expressa amb el codi &hellip; (…).
En algunes distribucions GNU/Linux, es pot introduir amb AltGr+. (que produeix un punt volat en altres sistemes). En els sistemes Windows, es pot introduir amb Alt+0133, amb el teclat numèric.
Als sistemes MacOS, es pot escriure amb la combinació de tecles ⌥ Opt+.